# Trương Thuận
Trương Thuận (chữ Hán: 张顺; bính âm: Zhāng Shùn) là một nhân vật hư cấu trong tiểu thuyết Thủy hử. Ở Lương Sơn Bạc, Trương Thuận là đầu lĩnh thứ 30, được sao Thiên Tổn Tinh (chữ Hán: 天損星; tiếng Anh: Damage Star) chiếu mệnh.

## Ngoại hình và tài năng
Trương Thuận cao sáu thước, da trắng trẻo, râu mọc ba chòm, bơi lặn rất giỏi nên ông có ngoại hiệu là Lãng Lý Bạch Điều (chữ Hán: 浪里白跳; tiếng Anh: White Jumping in the Waves; tiếng Việt: Nhảy trắng trong sóng). Ông tuổi tác khoảng 33.

## Xuất thân
Hai anh em Trương Hoành, Trương Thuận sống với nhau tại Yết Dương Lĩnh (nay thuộc Cửu Giang, Giang Tây). Hai người thường giả dạng là lái đò trên sông Tầm Dương và cướp của khách khi đò giữa nơi sông nước. Sau này, Trương Thuận dời đi Giang Châu (nay là Giang Tây) làm nghề lái cá. Trương Hoành vốn nghiện cờ bạc nên chấp nhận để em trai đi, ở lại Yết Dương Lĩnh và tiếp tục nghề cướp trên sông Tầm Dương để sống qua ngày và để có tiền tiêu vào thú vui này.

## Đánh nhau vớiLý Quỳ

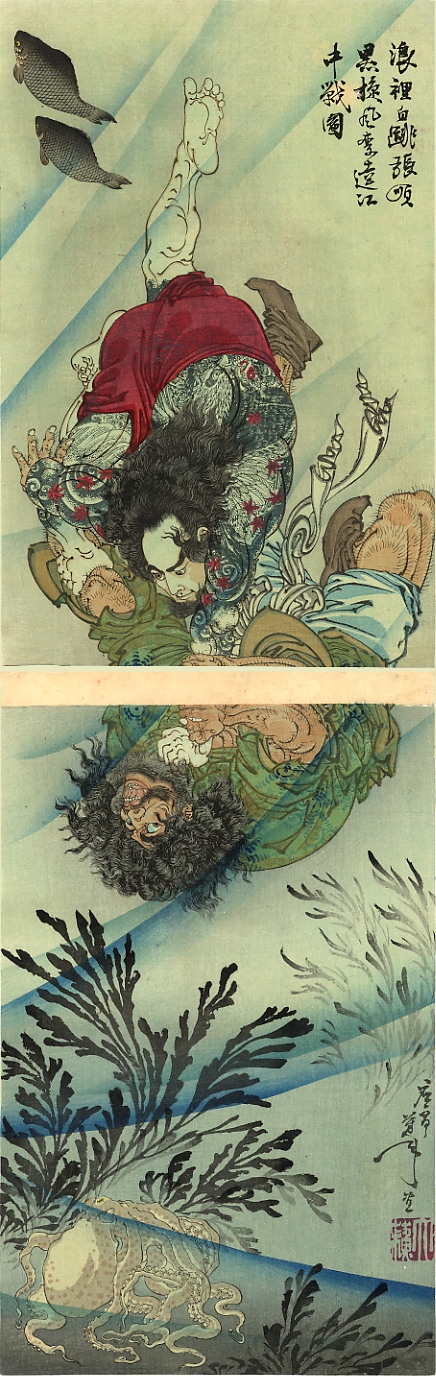
Lý Quỳ (dưới) và Trương Thuận (trên)

Khi Tống Giang phạm tội, bị đày sang Giang Châu, đã kết tình bằng hữu với Đới Tung và Lý Quỳ nơi nhà giam. Một hôm, trong một bữa tiệc với cả hai người, Tống Giang thèm được ăn món canh nấu với cá tươi thay vì dùng cá muối mặn. Lý Quỳ tình nguyện đi tìm mua cá tươi.
Vì nóng nảy tìm cá tươi mà Lý Quỳ gây sự và đánh những người thợ câu cá lẫn những người bạn hàng cá quanh bờ sông. Trương Thuận can thiệp và đánh nhau với Lý Quỳ, nhưng vì sức Lý Quỳ quá khỏe, nên ông đành thua. Không phục, Trương Thuận bèn thách Lý Quỳ xuống nước đánh nhau với mình. Lý Quỳ chấp nhận cuộc thách đấu nhưng thua vì kém xa Trương Thuận về tài bơi lội. Ngay lúc ấy, Tống Giang và Đới Tung đến can thiệp thì trận đánh mới chấm dứt. Khi Tống Giang đưa lá thư của Trương Hoành nhờ gởi đến Trương Thuận, ông rất mừng khi gặp được Tống Công Minh, một người mà ông xưa giờ rất nể và rất muốn tìm gặp. Trương Thuận đã kết giao với cả ba người Tống Giang, Đới Tung, Lý Quỳ trong dịp này.

## Gia nhập Lương Sơn Bạc
Tống Giang trong một lần say rượu đã không kiểm soát được mình nên đã viết thơ phản ở lầu Tầm Dương. Để cứu Tống Giang, Đới Tung đã nhờ cai ngục Lý Quỳ chăm sóc Tống Giang và lên Lương Sơn liên kết với Ngô Dụng để lựa kế cứu ông. Nhưng trong quá trình làm giả thư, các đầu lĩnh Lương Sơn đã phạm phải sai lầm, dẫn đến Đới Tung bị kết tội truyền thư giả và bị giam. Lý Quỳ biết tin, bèn đi nhờ Trương Thuận cứu giúp và được ông chấp thuận.
Sau khi Lý Quỳ và các đầu lĩnh Lương Sơn dưới sự chỉ huy của Tiều Cái đã giải cứu được Tống Giang và Đới Tung, Trương Thuận và Trương Hoành theo lời Lý Quỳ đem thuyền đến con sông chảy ngang qua miếu Bạch Long để đón hai anh.
Sau trận này, Trương Thuận cùng Tống Giang, Đới Tung, Lý Quỳ theo về và gia nhập Lương Sơn Bạc.

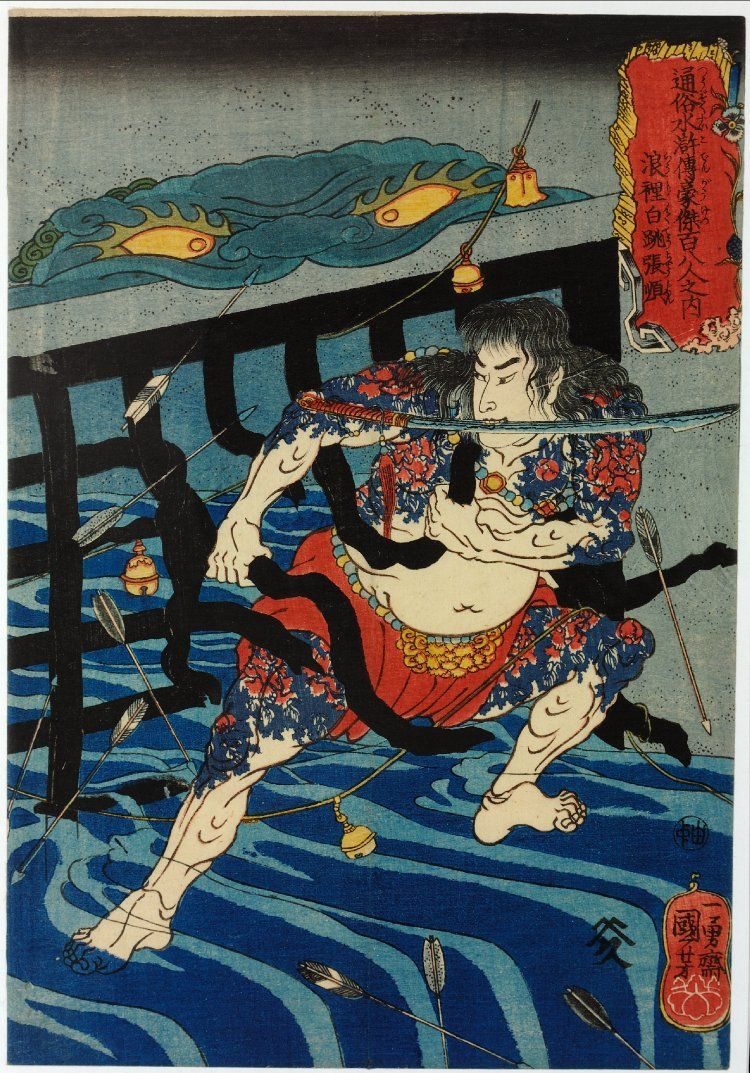
Trương Thuận

## Tuyển mộAn Đạo ToànvàVương Định Lục
Trong trận bao vây phủ Đại Danh để cứu Lư Tuấn Nghĩa, Dương Hùng và Thạch Tú, Tống Giang đột ngột ngã bệnh, đằng sau lưng nổi lên một hột mụn đau đớn vô cùng. Trương Thuận giới thiệu và tìm An Đạo Toàn từ Kiến Khang Châu (chữ Hán: 建康府; nay thuộc Nam Kinh, Giang Tô) về chữa bệnh cho Tống Giang. Trên đường đi, khi qua đò tại sông Tầm Dương trong một cơn mưa tuyết, Trương Thuận bất ngờ bị gã lái đò Trương Vượng và hậu sinh Tôn Ngữ cướp đoạt tài sản, trói và quăng xuống sông. Vì bơi lội giỏi, Trương Thuận đã tự cắt dây trói, bơi lên bờ và đến quán trọ của Vương Định Lục. Biết Trương Thuận là một đầu lĩnh của Lương Sơn Bạc, Vương Định Lục muốn giúp Trương Thuận báo thù nhưng ngay hôm sau Trương Thuận đã vội đi tìm An Đạo Toàn.
Khi đến Kiến Khang Châu, Trương Thuận thất bại trong việc thuyết phục An Đạo Toàn theo mình về Lương Sơn Bạc vì An Đạo Toàn còn quyến luyến với người tình đào hát của mình - Lý Xảo Nô. Trong đêm ngủ lại tại nhà An Đạo Toàn, Trương Thuận chứng kiến gã lái đò Trương Vượng, kẻ đã cướp và suýt giết mình tại bến Tầm Dương, lẻn vào nhà tư tình với Lý Xảo Nô, đã ra tay giết ả Lý và 3 người nhà, nhưng Trương Vượng chạy thoát. Sẵn dịp này, Trương Thuận lấy máu viết lên tường "Kẻ giết người là An Đạo Toàn" buộc An Đạo Toàn theo mình về Lương Sơn Bạc. Trên đường về qua quán trọ của Vương Định Lục, Trương Thuận gặp lại gã lái đò Trương Vượng, giết đi bằng cách trói và quăng Trương Vượng xuống sông như gã đã từng làm với mình. Sau đó 3 người Trương Thuận, An Đạo Toàn và Vương Định Lục cùng lên Lương Sơn. Tại Lương Sơn Bạc, An Đạo Toàn trị hết bệnh cho Tống Giang và cùng Vương Định Lục gia nhập vào Lương Sơn Bạc.

## BắtCao Cầu
Trong cuộc tấn công lần 5 của triều đình nhà Tống vào Lương Sơn Bạc, Trương Thuận và các đầu lĩnh thủy quân của Lương Sơn lập công lớn qua việc dụng mưu đụt thuyền làm đắm gần 300 chiến thuyền của triều đình. Bản thân Cao Cầu bị Trương Thuận bắt sống trong trận này.

## Sau khi chiêu an và tử trận
Sau khi nhận chiêu an, Trương Thuận cùng các đầu lĩnh Lương Sơn Bạc tham gia các chiến dịch bình quân Liêu và các lực lượng khác chống đối triều đình nhà Tống.
Tại hồi 114, trong chiến dịch bình Phương Lạp, tại trận đánh thành Hàng Châu, Trương Thuận đề nghị dùng mưu lặn qua hồ nổi lửa làm hiệu. Với kế này, khi đã vào thành, Trương Thuận sẽ bắn pháo hiệu báo tin, khi ấy, Lý Tuấn và các đội quân Lương Sơn sẽ từ ngoài đánh ngay chiếm cửa sông và đánh vào thành diệt trừ quân Phương Lạp. Ngay đêm ấy, Trương Thuận đã lẻn một mình lặn đến trước cửa cổng Dũng Kim (chữ Hán: zh:湧金門; tiếng Anh: Yongjin Gate), một trong bốn cổng thành Hàng Châu. Khi Trương Thuận vượt thành ở cửa Dũng Kim, ông bị lính canh quân Phương Lạp bắn chết rơi xuống hồ rồi vớt đầu cắm vào đầu sào bêu trên mặt thành.
Tại hồi 115, khi thành Hàng Châu vỡ dưới sự tấn công của hỏa pháo và binh lực từ phía quân Lương Sơn, địch tướng Phương Thiên Định phi ngựa trốn khỏi thành nhưng chạm trán với Trương Hoành. Phương Thiên Định bị Trương Hoành chém chết tại chân núi Ngũ Vân, nhờ đó quân Tống chiếm được Hàng Châu. Khi Tống Giang vào thành và hỏi Trương Hoành thì ngạc nhiên khi thấy Trương Hoành nói mình là Trương Thuận, đã nhập vào anh trai để giết Phương Thiên Định. Sau đó, hồn Trương Thuận tan đi khỏi thân Trương Hoành. Khi tỉnh lại, quá đau buồn vì cái chết của em trai, Trương Hoành ngất xỉu và mất vì bệnh sau đó không lâu.
Tại hồi 119, khi ban thưởng và sắc phong các đầu lĩnh Lương Sơn Bạc sau chiến dịch bình Phương Lạp, vì Trương Thuận hiển linh có công được sắc phong tước là Kim Hoa Tướng Quân (金華將軍).

## Trong điện ảnh
Trong phim Thủy hử năm 1998, nhân vật Trương Thuận do diễn viên Trương Á Khôn thủ vai.
Trong phim Thủy hử năm 2011, nhân vật Trương Thuận do diễn viên Nguỵ Bỉnh Hoa thủ vai.